# Rally Costa Brava de 1981
El Rally Costa Brava de 1981, oficialmente 29.º Rally Costa Brava, fue la vigésimo novena edición, la séptima cita de la  temporada 1981 del Campeonato de Europa de Rally y la primera de la temporada 1981 del Campeonato de España de Rally. Se celebró del 20 al 22 de febrero y contó con un itinerario de treinta y nueve tramos que sumaban un total de 463 km cronometrados.

## Itinerario
| Día           | Tramo | Nombre           | Distancia | Hora  |
| ------------- | ----- | ---------------- | --------- | ----- |
| Día 1 Viernes | TC1   | L'Atalaia        | 9 km      | 20:26 |
| Día 1 Viernes | TC2   | Els Angels       | 10,9 km   | 21:04 |
| Día 1 Viernes | TC3   | Santa Pellaya    | 13,7 km   | 21:37 |
| Día 1 Viernes | TC4   | Caldells Llarg   | 27,3 km   | 22:28 |
| Día 1 Viernes | TC5   | Coll de Rabel    | 8,2 km    | 23:10 |
| Día 1 Viernes | TC6   | Collsaplana      | 19,8 km   | 23:28 |
| Día 2 Sábado  | TC7   | Ossor            | 14,3 km   | 00:51 |
| Día 2 Sábado  | TC8   | Sant Pere        | 7,9 km    | 01:25 |
| Día 2 Sábado  | TC9   | Caldells Llarg   | 27,3 km   | 01:58 |
| Día 2 Sábado  | TC10  | Coll de Rabel    | 8,2 km    | 02:40 |
| Día 2 Sábado  | TC11  | Collsaplana      | 19,8 km   | 02:58 |
| Día 2 Sábado  | TC12  | Ossor            | 14,3 km   | 03:32 |
| Día 2 Sábado  | TC13  | Sant Pere        | 7,9 km    | 04:06 |
| Día 2 Sábado  | TC14  | Els Angels       | 10,9 km   | 04:41 |
| Día 2 Sábado  | TC15  | Santa Pellaya    | 13,7 km   | 05:14 |
| Día 2 Sábado  | TC16  | Romanyà          | 8,8 km    | 05:57 |
| Día 2 Sábado  | TC17  | Sant Feliu       | 13,1 km   | 06:32 |
| Día 2 Sábado  | TC18  | L'Atalaia        | 9 km      | 07:?? |
| Día 2 Sábado  | TC19  | La Ganga         | 8,5 km    | 09:44 |
| Día 2 Sábado  | TC20  | Romanyà          | 8,8 km    | 09:44 |
| Día 2 Sábado  | TC21  | Santa Pellaya    | 13,7 km   | 10:33 |
| Día 2 Sábado  | TC22  | Els Angels       | 10,9 km   | 11:07 |
| Día 2 Sábado  | TC23  | L'Atalaia        | 9 km      | 13:31 |
| Día 2 Sábado  | TC24  | Sant Grau        | 8,6 km    | 11:53 |
| Día 2 Sábado  | TC25  | Lloret           | 9,2 km    | 22:21 |
| Día 2 Sábado  | TC26  | Sant Mateu de M. | 11 km     | 23:15 |
| Día 3 Domingo | TC27  | Mas Nou          | ?         | 00:29 |
| Día 3 Domingo | TC28  | Lloret           | 9,2 km    | 01:19 |
| Día 3 Domingo | TC29  | Sant Mateu de M. | 11 km     | 02:13 |
| Día 3 Domingo | TC30  | Brunyola         | 5,5 km    | 03:04 |
| Día 3 Domingo | TC31  | El Subirà        | 22 km     | 03:27 |
| Día 3 Domingo | TC32  | Grions           | 7 km      | 04:25 |
| Día 3 Domingo | TC33  | El Subirà        | 22 km     | 05:10 |
| Día 3 Domingo | TC34  | Lloret           | 9,2 km    | 06:23 |
| Día 3 Domingo | TC35  | Sant Mateu de M. | 11 km     | 08:44 |
| Día 3 Domingo | TC36  | Brunyola         | 5,5 km    | 09:36 |
| Día 3 Domingo | TC37  | El Subirà        | 22 km     | 09:59 |
| Día 3 Domingo | TC38  | Grions           | 7 km      | 10:56 |
| Día 3 Domingo | TC39  | Lloret           | 9,2 km    | 11:31 |

## Clasificación final
| Pos. | Piloto              | Copiloto              | Automóvil            | Tiempo  | Diferencia |
| ---- | ------------------- | --------------------- | -------------------- | ------- | ---------- |
| 1.   | Adartico Vudafieri  | Arnaldo Barnacchini   | Fiat 131 Abarth      | 7:09:34 | 0.0        |
| 2.   | Jean-Claude Andruet | «Biche»               | Ferrari 308 GTB      | 7:24:42 | +15:08     |
| 3.   | Juan Ignacio Canela | Juan Ignacio Villalba | Ford Fiesta 1600S    | 7:45:41 | +36:07     |
| 4.   | Pablo de Sousa      | Guillermo Barreras    | SEAT 124-2000        | 7:47:42 | +38:08     |
| 5.   | Carles Santacreu    | Antonio Santacreu     | Opel Ascona B 2.0    | 7:50:12 | +40:38     |
| 6.   | Alfonso Marcos      | Francesc Bofill       | SEAT 124-1800        | 7:58:51 | +49:17     |
| 7.   | Fede Prats          | Jaume Vizern          | Simca 1000 Rallye    | 8:14:22 | +1:04:48   |
| 8.   | Juan Carlos Herrero | Manuel Mínguez        | Talbot Sunbeam Lotus | 8:26:09 | +1:16:35   |
| 9.   | Albert Cartoixa     | A. Prats              | SEAT 124-1800        | 8:34:04 | +1:24:30   |
| 10.  | Gabriel Capuz, Gavi | Josep María Ventura   | Opel Kadett GT/E     | 8:38:57 | +1:29:23   |